# Tico-tico-do-tocuyo
Tico-tico-do-tocuyo  (Arremonops tocuyensis) é uma espécie de ave da família Emberizidae.
Pode ser encontrada em países como por exemplo a Colômbia e a Venezuela.
Os seus habitats naturais são: florestas secas tropicais ou subtropicais e matagal árido tropical ou subtropical.